# 2006至2007年度香港行政長官施政報告
《2006至2007年度香港行政長官施政報告》是香港行政長官曾蔭權於2006年10月11日發表的施政報告。

## 背景
曾蔭權當選特首後的一年，由於自由行等的因素，香港的經濟景氣漸漸復甦，而曾蔭權的民望亦日漸上升，2006年10月11日，曾蔭權一反以往的慣例，於上午向香港立法會宣讀施政報告。

## 內容
這份施政報告的名字是：以民為本，務實進取
這一份施政報告的重點大致如下：
- 推行學券制，以「學券」形式，資助家長幼稚園教育的學費。由2007-08學年開始，每名三至六歲兒童的資助額為$13000，到2011-12時，增至$16000 。

- 政府撥款一億元及何東家族後人、商人何鴻卿的一億元捐款，建立首間「資優教育學院」。

- 協助74000輛舊型號柴油商業車輛的車主替換合符“歐盟 IV 期”廢氣排放標準的車輛。政府將合共撥款32億。預計此計劃，可有效把香港的氮氧化物及可吸入懸浮粒子排放量，減少10%及18%。

- 2007年四月一日起，為購入環保私家車的車主提供減免30%首次汽車登記稅優惠，減免上限為50,000 元。

- 關於立法強制停車熄匙一事，諮詢公眾。

- 由於政府與兩間電力公司（港燈及中電）的利潤管制協議於2008年屆滿，政府與電力公司磋商新管制計劃時，環保要求是重點。電力公司的准許回報率會與他們是否超越排污上限掛勾，所謂排污上限，政府指在2010年達到政府的減少排污目標。

- 政府宣布不就最低工資立法，改在清潔及保安行業推行“工資保障運動”，政府指，如兩年後沒有成果，將會就最低工資立法。

- 就偏遠地區公共設施不足，政府將會在天水圍和東涌等地區增加服務和設施，例如圖書館、體育館、診所和社會服務。

- 政府認真研究應否設立一個綜合、整體、高層次的家庭事務委員會，以更有效協調政策資源，處理不同年齡和性別人士的事宜。

## 評價及影響
綜觀而言，這份施政報告沒有甚麼太大驚喜，有的人認為，這份施政報告的名字應為“務實進取，以我（曾蔭權）為本”。因為人們指曾蔭權留下一些力度，以待零七年他宣布連任時發放大量利多，以便爭取民望及選票。曾蔭權在回應這質疑時，經常提及到“我的任期只餘下八個月”，他這樣回應：
“現時我們不是討論這個問題。議員一定會有批評，如果我多遠見的話，就是不實際；如果有實際的時候，就沒有遠見。事實上，如果大家看看我的演辭，我已盡量在自己的任期內講出自己的思維、講出自己的信念、講出自己的感受。對於我現時面前的工作，有些做得到，有些做不到，特別是短期之內，八個月之內，我能夠做到甚麼，我已經勾劃了出來。更加長遠一些，我講出我們所面臨的挑戰是甚麼，我覺得已經做了自己份內的工夫，但甚麼事情也沒有完美，我接受所有的批評，如果我做得好，我會繼續學習，做得更好。”

### 學券制的爭議
資助學前教育，這在今年政黨紛紛向政府建議的事項，澳門也已進行中。但今次他推出的學券制，並不是全支助所有學前教育，只是資助每年學費24000元（半天制）或48000元（全日制）的“非牟利幼稚園”。同時，在半個月後，政府宣布把主持教改八年，引來教育界不滿的教統局常任秘書長羅范椒芬調任為廉政專員。故人們認為，曾蔭權除了討好家長以外，也想討教育界，以便在特首選舉中得到教育界的支持。
由於私立及學費超逾上限的非牟利幼稚園不受惠於學券制，這些幼稚園恐怕流失大量學生，社會人士認為，曾蔭權企圖把學前教育掌握在政府手中控制，至於是否資助“牟利幼稚園”，政府認為“牟利幼稚園即是私營的機構、商業的機構，政府的公帑不應用於這樣的商業行為中。”但諷刺的是，今次施政報告所提出關於資助更換舊型號柴油商業車輛，這也是一種商業行為，亦有人推論，學券制所花費的公帑，最終也會流入私人商家的口袋中。由於家長及幼稚園反彈過大，政府對學券制的立場一變再變。使家長與幼稚園對曾蔭權失望。

### 工資保障運動的爭論
由於工聯會加入爭取最低工資的行列中，使社會爭取最低工資的聲音愈來愈大，而工聯會三位立法會議員（陳婉嫻、王國興、鄺志堅）的態度非常強硬，表明如曾蔭權不為最低工資立法，將會在曾蔭權連任時不支持他。結果今次政府推出“工資保障運動”，並表示如成效不濟，在兩年後立法，引來他們的反彈。陳婉嫻在記者會上表達強烈不滿，三人表示打算不支持施政報告致謝議案。鄺志堅更明言，將會尋求司法覆核，指政府可以利用《行業委員會條例》中的行政手段來定立最低工資。因為曾蔭權在立法會答問大會中回答鄺氏的問題時表示，這一條條文已經過時，他不會利用這條條文來落實最低工資。
最後，在曾蔭權親自出馬下，政府表示在“工資保障運動”，實行一年後進行中期檢討，工聯會三位立法會議員接受這條件，宣布將會支持施政報告致謝議案，有一些民主派報章曾預言，工聯會會長鄭耀棠稱讚“工資保障運動”是極大突破，工聯會三子與鄭氏口徑不一，留下一個下台階以供工聯會三子轉軚。此事使民主派的立法會議員指工聯會就此事轉軚，民主黨的立法會議員鄭家富指工聯會出賣了工人的權益。迫得陳婉嫻淚灑當場。對於在地方佈局以利王國興出戰新界西立法會選區的工聯會而言，這是一記重傷。對於因爭取最低工資而支持工聯會的人來說，是一個錯愕。

## 參照及網頁連結
- 二零零六至二零零七年度行政長官施政報告：http://www.policyaddress.gov.hk/06-07/chi/policy.html（页面存档备份，存于）

- 二零零六至二零零七年行政長官施政報告重點：http://www.policyaddress.gov.hk/06-07/chi/highlights.html（页面存档备份，存于）

- 行政長官施政報告記者會談話全文：http://www.info.gov.hk/gia/general/200610/11/P200610110212.htm（页面存档备份，存于）

- 行政長官立法會答問大會談話全文：http://www.info.gov.hk/gia/general/200610/12/P200610120158.htm（页面存档备份，存于）